# 岡崎紗絵
岡崎 紗絵（おかざき さえ、1995年〈平成7年〉11月2日 - ）は、日本の女優、ファッションモデル、タレント。
愛知県名古屋市出身。セントラルジャパンを経て、T-TRIBE ENTERTAINMENT所属。

## 略歴

### モデル
2012年8月に開催された雑誌『Seventeen』（集英社）の専属モデルオーディション「ミスセブンティーン2012」に6,515人の応募者の中から広瀬すず・高堰うらら・藤井サチと共に選ばれ、同誌専属モデルになる。
2015年4月号をもって雑誌『Seventeen』（集英社）の専属モデルを卒業した。
2016年、『Ray』（主婦の友社）5月号から同誌専属モデルとなる。同年9月開催の『第23回 東京ガールズコレクション2016 AUTUMN/WINTER』でTGC初出演。2018年5月開催の『GirlsAward 2018 SPRING/SUMMER』でガルアワ初出演。
一方で、2017年7月にはビキニ姿で『週刊ヤングマガジン』の巻末グラビアを飾り、雑誌グラビアにも進出する。2019年1月には同誌4度目の登場で初の表紙ならびに巻頭グラビアを飾る。
2025年2月号をもって雑誌『Ray』（主婦の友社）の専属モデルを卒業した。

### 女優
19歳で上京する。2014年より女優としても本格的に活動を開始し、『ゆめうつつ』でテレビドラマに初出演し女優デビュー。2015年7月公開の映画『脳漿炸裂ガール』に城野モクハ役で出演しスクリーンデビュー。10月期のフジテレビ系『サイレーン 刑事×彼女×完全悪女』で連続テレビドラマに初めてレギュラー出演した。
2016年には『仰げば尊し』、2017年には3期連続で『嫌われる勇気』『人は見た目が100パーセント』『僕たちがやりました』、2018年には『ブラックペアン』と次々に話題作に出演して存在感を発揮し、一躍注目を集めた。
2019年には「月9」デビューとなる『トレース〜科捜研の男〜』、『パーフェクトワールド』への出演で「ネクストブレイク候補」の1人として脚光を浴び、『猪又進と8人の喪女〜私の初めてもらってください〜』ではテレビドラマにおいて初のヒロインを務め、コメディに初挑戦した。2020年1月公開の映画『mellow』では映画において初のヒロイン役を演じた。
2021年には『教場II』、月9『ナイト・ドクター』にメインキャスト及び主要メンバーとして出演した。
2022年1月期放送の浜辺美波主演のドラマ『ドクターホワイト』に出演することが決まり、役作りのために初めて金髪ショートにした。同年4月スタートの『花嫁未満エスケープ』でテレビドラマ初主演を務める。TikTokで総再生数が驚異の1億回を突破しテレビ東京の深夜帯ドラマとしては前代未聞の偉業を達成した。。
2024年1月スタートの『アイのない恋人たち』でゴールデン・プライム帯ドラマで初のヒロイン役。

## 人物
- 名前の由来：「綺麗な絵画のような人生を送って欲しい」という意味を込めて[31]。

### 趣味
- 神社巡り[32][33][34]：学校の帰りに一人で寄っていた[35]。

### 嗜好
- 食べ物：ラーメン（特に塩ラーメン）[36]、オムライス、肉[31]
- 漫画：BLACK BIRD、神様はじめました[31]
- よく聴く音楽やアーティスト：BTS、藤井風、緑黄色社会[31]

### 交友関係
- 鈴木愛理、松元絵里花と親しい[37]。鈴木からは「紗絵」や「岡崎」と呼ばれている[36]。
- 緑黄色社会の長屋晴子は鈴木愛理が共通の友人で、出身・血液型・年齢が同じと鈴木から聞いていた[38]。岡崎は地元の友人から「この大学のどこかにとんでもないバンドがいる」という噂を昔聞いており、長屋のことは知っていた[36]。

- 『オールドルーキー』で共演したことがきっかけで生田絵梨花、芳根京子と仲良くなり、芳根からは「おさえ」と呼ばれている[39]。

### エピソード
- 家族は両親、姉、兄、妹がいる[31][33]。
- 転校が多く[40]、小学2年生から1年半ほど北海道に住んでいた[41]。中学校は2年生の途中から転入して、卒業までの1年半を過ごした[40]。部活は中学に入って10ヵ月だけテニス部、転校した次の学校では家庭部に入った[42]。
- 通っていた中学校は、同級生が『中学生日記』（NHK名古屋放送局）に出演している人が何人かいて、テレビ局に通っている話や現場での話を聞き、芸能界を身近に感じていた[7]。
- 学生時代は大須商店街や東山動植物園によく出かけていた[43][44]。
- 高校1年生の時におしゃれに目覚めて、様々なファッション誌を読んでいた[45]。ある日家族で食事をした店の女将に父が「紗絵はモデルになりたいんです」と言ったことが芸能界に入るきっかけだった。本人はモデルになりたいと言ったことはなかったが、女将の息子の同級生がカメラマンで挨拶する流れになった[45]。後日スタジオ撮影をして写真を送った後で、事務所との面接を経て所属となった[33][7]。事務所から「ミスセブンティーンを受けてみない？」と言われて挑戦した[45]。
- 映画監督の日比遊一の作品『名も無い日』にオーディションで選ばれて出演した。名古屋市内で行われた作品のイベントで、岡崎の父と日比が同年代で同じ小学校出身であることが明らかになる[46]。
- 俳優として意識が変わるきっかけになったのは『mellow』（2020年）[33]。
- 岡崎紗絵 OFFICIAL SITEで決定した公式ファンネームは『観測隊』。ファンの間で左頬にある4つのほくろが岡崎座と呼ばれており、これを見守ってもらいたいとの想いで名付けられた。

## 出演

### 映画
- 脳漿炸裂ガール（2015年7月25日、KADOKAWA） - 城野モクハ 役[47]
- ReLIFE リライフ（2017年4月15日、松竹） - 小野屋杏 役
- 咲-Saki-阿知賀編 episode of side-A（2018年1月20日、ティ・ジョイ） - 鶴田姫子 役[48]
- 不能犯（2018年2月1日、ショウゲート） -  前川夏海 役[49]
- 午前0時、キスしに来てよ（2019年12月6日、松竹） - 磯山光 役[50]
- mellow（2020年1月17日、ポニー・キャニオン） - ヒロイン・古川木帆 役[26][27][51]
- 名も無い日（2021年6月11日、イオンエンターテイメント・ジジックス・スタジオ） - 稲葉奈々 役
- シノノメ色の週末（2021年11月5日、イオンエンターテイメント） - 一ノ宮まり 役[52]
- 緑のざわめき（2023年9月1日、SDP） - 本橋菜穂子 役[53][54][55]
- はじまりの日（2024年10月11日、ソニー・ピクチャーズ エンタテインメント） - 望月 役[56][57]
- BISHU 〜世界でいちばん優しい服〜（2024年10月11日、イオンエンターテイメント） - 神谷布美 役[58][59]
- ブラック・ショーマン（2025年9月12日公開予定、東宝） - 九重梨々香 役[60]

### テレビドラマ
- ゆめうつつ（NHK）
- 卒業（2014年3月18日、メ〜テレ） - かおり 役
- サイレーン 刑事×彼女×完全悪女（2015年10月20日 - 12月15日、関西テレビ・フジテレビ） - 雨宮ひかる 役[18]
- 仰げば尊し（2016年7月17日 - 9月11日、TBS） - 草刈涼子 役[19][61]
- 嫌われる勇気（2017年1月12日 - 3月16日、フジテレビ） - 村上由稀菜 役[62]
- 人は見た目が100パーセント（2017年4月13日 - 6月15日、フジテレビ） - 森村美優 役[63]
- 僕たちがやりました（2017年7月18日 - 9月19日、関西テレビ・フジテレビ） - 三浦由佳 役[64]
- 咲-Saki-阿知賀編 episode of side-A（2017年12月 - 2018年1月、MBS/TBS） - 鶴田姫子 役[65]
- ブラックペアン（2018年4月22日 - 6月24日、TBS） - 島津塔子 役[21][66]
  - ブラックペアンと言いたくて… 最終話（2024年9月20日）
- 世にも奇妙な物語（フジテレビ）
  - '18秋の特別編「クリスマスの怪物」（2018年11月10日） - 柴田美晴 役[67]
  - '20秋の特別編「コインランドリー」（2020年11月14日） - ヒロイン・近藤亜美 役[68]
- トレース〜科捜研の男〜（2019年1月7日 - 3月18日、フジテレビ） - 水沢英理 役[22][69]
- パーフェクトワールド（2019年4月16日 - 6月25日、関西テレビ・フジテレビ） - 川奈しおり 役[70]
- 猪又進と8人の喪女〜私の初めてもらってください〜（2019年10月24日 - 12月13日、関西テレビ / 2020年1月20日 - 3月9日、BSフジ） - ヒロイン・アカリ 役[25][71]
- アライブ がん専門医のカルテ（2020年1月9日 - 3月19日、フジテレビ） - 夏樹奈海 役[72]
- 教場II（2021年1月3日・1月4日、フジテレビ） - 伊佐木陶子 役[73]
- 監察医 朝顔 第2シリーズ 第17話（2021年3月8日、フジテレビ） - 田崎直子 役[74]
- ナイト・ドクター（2021年6月21日 - 9月13日、フジテレビ） - 高岡幸保 役[75]
- ごほうびごはん（2021年10月2日 - 12月18日、BSテレ東） - 小湊かえで 役[76]
- ドクターホワイト（2022年1月17日 - 3月21日、関西テレビ・フジテレビ） - 狩岡晴汝 役[77][78]
  - ドクターホワイト 特別編（2022年3月28日、関西テレビ・フジテレビ）[79]
- 花嫁未満エスケープ（テレビ東京） - 主演・柏崎ゆう 役
  - 花嫁未満エスケープ（2022年4月8日 - 6月24日）[29]
  - 花嫁未満エスケープ 完結編（2023年1月7日 - 28日）[80]
- オールドルーキー（2022年6月26日 - 9月4日、TBS） - 真崎かほり 役[81]
- ケイジとケンジ、時々ハンジ。（2023年4月13日 - 6月8日、テレビ朝日） - 原口奈々美 役[82]
- 転職の魔王様 第4話（2023年8月7日、関西テレビ・フジテレビ） - 剣崎莉子 役[83]
- アイのない恋人たち（2024年1月21日 - 3月17日、朝日放送テレビ・テレビ朝日） - ヒロイン・今村絵里加 役[30]
- GTOリバイバル（2024年4月1日、関西テレビ・フジテレビ） - ヒロイン・綾原美結 役[84]
- マウンテンドクター（2024年7月8日 - 9月16日、関西テレビ・フジテレビ） - ヒロイン・村松典子 役[85]
- あのクズを殴ってやりたいんだ（2024年10月8日 - 12月10日、TBS） - 羽根木ゆい 役[86]
- なんで私が神説教（2025年4月12日 - 6月14日、日本テレビ） - 林聖羅 役[87][88]

### TV
- 新しいカギ（2021年1月3日・4月23日 - 、フジテレビ） - 準レギュラー
- 土曜はナニする!?（2021年9月30日・11月20日・2022年1月14日・2024年3月30日、関西テレビ） - ゲスト出演
- 2時45分からはスローでイージーなルーティンで（2021年10月8日、関西テレビ）
- めざまし8・岡崎紗絵年表（2021年10月12日、フジテレビ）
- 所JAPAN 2時間SP（2021年10月26日、関西テレビ）
- 千鳥のクセがスゴいネタGP（2021年11月4日、フジテレビ）
- ヒルナンデス！（2021年11月8日・2022年1月11日-18日、日本テレビ）
- やすとも・友近のキメツケ！※あくまで個人の感想です（2021年11月9日、関西テレビ）
- ズームイン!!サタデー・スナックモッチー（2021年11月20日、日本テレビ）
- 第55回新春！爆笑ヒットパレード2022（2022年1月1日、フジテレビ）
- クイズ！ドレミファドン・冬ドラマ豪華俳優陣が激突！新春SP 出演（2022年1月6日、フジテレビ）
- 潜在能力テスト・2時間スペシャル（2022年1月11日、フジテレビ）
- 突然ですが占ってもいいですか?（2022年1月26日、フジテレビ）[89]
- デカ盛りハンター（2022年5月13日、テレビ東京）
- 相葉雅紀の人生クイズ〜クイズ監修バカリズム〜（2022年5月29日、テレビ東京） - 観覧ゲスト
- 所さんの学校では教えてくれないそこんトコロ！（2022年6月10日・12月30日、テレビ東京） - ゲスト出演
- ラヴィット!（2022年6月24日・8月19日・2024年10月29日、TBS）
- ニンゲン監察バラエティ モニタリング（2022年8月18日、TBS）
- 7つの海を楽しもう！世界さまぁ〜リゾート（2022年12月17日、TBS） - ゲスト出演
- THEカラオケ★バトル（2023年1月1日、テレビ東京）
- ザ・ノンフィクション『僕とあなたのあしたは… 〜海を越えた結婚の行方〜』（2023年6月18日、フジテレビ） - ナレーション
- 岡崎城大花火 生中継2023（2023年8月5日、テレビ愛知） - スペシャルゲスト
- BISHU TEXTILE ウールの魔法が一宮を染める〜高校生が創る夢のファッションショー〜（2023年11月24日、東海テレビ特番） - VTR出演
- 『アイのない恋人たち 』を愛したくなる!キャストが繋ぐスペシャルインタビュー（2024年1月3日、ABCテレビ ※関西ローカル） - VTR出演
- ポツンと一軒家（2024年1月14日、ABCテレビ）
- LIVEしずおか・TGCしずおか（2024年1月15日、SBSテレビ ※ローカル放送） - VTR出演
- まるっと！（2024年1月19日、Eテレ） - インタビュー
- 放送直前『アイのない恋人たち 』キャスト7人集合SP（2024年1月20日、ABCテレビ ※関西ローカル）
- 朝だ！生です旅サラダ（2024年1月20日、ABCテレビ）
- NHK ナゴヤニューイヤーコンサート2024（2024年1月20日、Eテレ） - 司会
- FNSドラマ対抗お宝映像アワード（2024年3月25日、フジテレビ） - VTR出演
- Mr.サンデー（2024年3月31日、フジテレビ） - VTR出演
- ネプリーグ（2024年4月1日・7月8日、フジテレビ）
- 火曜は全力!華大さんと千鳥くん（2024年4月2日、KTV） - VTR出演
- 若っ人ランド（2024年4月20日、テレビ熊本） - VTR出演
- NES-FES.（2024年4月26日、テレビ熊本） - VTR出演
- TGC特別番組（2024年4月27日、テレビ熊本） - VTR出演
- THE BET（2024年6月24日、フジテレビ）
- フジテレビドラマライブ2024・夏（2024年6月29日、フジテレビ）
- なりゆき街道旅（2024年7月7日、フジテレビ）
- ひめDON!（2024年7月12日、NHK）
- めざましテレビ・めざましじゃんけん（2024年7月15日・9月9日、フジテレビ） - VTR出演
- FNS27時間テレビ 日本一たのしい学園祭！（2024年7月21日、フジテレビ）
- 超無敵クラス（2024年9月22日、日本テレビ）
- 王様のブランチ（2024年10月5日、TBS） - VTR出演
- オールスター感謝祭24秋（2024年10月5日、TBS）
- ジツハなジツワ～＃今夜の好奇心～独占密着！すべてが初公開SP（2024年11月5日、フジテレビ）- ナレーション出演
- 坂上＆指原のつぶれない店（2024年11月17日、TBS）
- プロ野球じゃないとダメですか？（2024年12月8日、CBCテレビ）- ナレーション出演
- THE MC3（2024年12月9日、TBS）
- 所さんお届けモノです!（毎日放送、2025年4月5日 - ） - アシスタント[90]

### 配信番組
- 今日、好きになりました。 秋桜編（2021年10月18日 - 11月15日、AbemaTV） - シーズンゲスト[91]
- なんで私まで神説教!?（2025年6月7日・14日、Hulu） - 林聖羅 役[92]

### ラジオ
- 緑黄色社会・長屋晴子のオールナイトニッポンX（2023年9月5日、ニッポン放送）- ゲスト[38]
- 三菱重工 presents 永野芽郁 明日はどこ行こ？（2024年11月9日、2024年11月16日、TOKYO FM）- ゲスト出演[93]

### ファッションショー
- 東京ガールズコレクション
  - 第23回 東京ガールズコレクション2016 AUTUMN/WINTER（2016年9月3日、さいたまスーパーアリーナ）[10]
  - 第24回 マイナビ 東京ガールズコレクション 2017 SPRING/SUMMER（2017年3月25日、国立代々木競技場 第一体育館）[94]
  - 第25回 マイナビ 東京ガールズコレクション2017 AUTUMN/WINTER（2017年9月2日、さいたまスーパーアリーナ）[95]
  - Istyle presents TGC HIROSHIMA 2017 by TOKYO GIRLS COLLECTION（2017年12月9日、広島グリーンアリーナ）[96]
  - 第26回 マイナビ 東京ガールズコレクション 2018 SPRING/SUMMER（2018年3月31日、横浜アリーナ）[97]
  - プレステージ・インターナショナル presents TGC TOYAMA 2018 by TOKYO GIRLS COLLECTION（2018年7月21日、富山市総合体育館）
  - 第27回 マイナビ 東京ガールズコレクション 2018 AUTUMN/WINTER（2018年9月1日、さいたまスーパーアリーナ）[98]
  - TGC SHIZUOKA 2019 for SDGs by TOKYO GIRLS COLLECTION（2019年1月12日、ツインメッセ静岡 北舘大展示場）
  - 第28回 マイナビ 東京ガールズコレクション 2019 SPRING/SUMMER（2019年3月30日、横浜アリーナ）[99]
  - TGC KUMAMOTO 2019 by TOKYO GIRLS COLLECTION（2019年4月20日、グランメッセ熊本）[100]
  - プレステージ・インターナショナル presents TGC TOYAMA 2019 by TOKYO GIRLS COLLECTION（2019年7月27日、富山市総合体育館）
  - 第29回 マイナビ 東京ガールズコレクション2019 AUTUMN/WINTER（2019年9月7日、さいたまスーパーアリーナ）
  - takagi presents TGC KITAKYUSHU 2019 by TOKYO GIRLS COLLECTION（2019年10月5日、西日本総合展示場新館）
  - TGC SHIZUOKA 2020 for SDGs by TOKYO GIRLS COLLECTION（2020年1月11日、ツインメッセ静岡 北館大展示場）
  - 第30回 マイナビ 東京ガールズコレクション 2020 SPRING/SUMMER（2020年2月29日、国立代々木競技場 第一体育館）
  - 第31回 マイナビ 東京ガールズコレクション 2020 AUTUMN/WINTER（2020年9月5日、オンライン配信）
  - 第33回 マイナビ 東京ガールズコレクション 2021 AUTUMN/WINTER（2021年9月4日、オンライン配信）
  - 第34回 マイナビ 東京ガールズコレクション 2022 SPRING/SUMMER（2022年3月21日、国立代々木競技場 第一体育館）
  - 第35回 マイナビ 東京ガールズコレクション 2022 AUTUMN/WINTER（2022年9月3日、さいたまスーパーアリーナ）
  - TGC KITAKYUSHU 2022 by TOKYO GIRLS COLLECTION（2022年11月19日、西日本総合展示場新館）
  - TGC SHIZUOKA 2023 for SDGs by TOKYO GIRLS COLLECTION（2023年1月14日、ツインメッセ静岡 北館）
  - oomiya presents TGC WAKAYAMA 2023 by TOKYO GIRLS COLLECTION（2023年2月11日、和歌山ビッグホエール）
  - 第36回 マイナビ 東京ガールズコレクション 2023 SPRING/SUMMER（2023年3月4日、国立代々木競技場 第一体育館）
  - 第37回 マイナビ 東京ガールズコレクション 2023 AUTUMN/WINTER（2023年9月2日、さいたまスーパーアリーナ）[101]
  - CREATEs presents TGC KITAKYUSHU 2023 by TOKYO GIRLS COLLECTION（2023年10月7日、西日本総合展示場新館）[102]
  - BISHU COLLECTION produced by TGC（2023年11月11日、真清田神社）
  - TGC SHIZUOKA 2024 for SDGs by TOKYO GIRLS COLLECTION（2024年1月13日、ツインメッセ静岡 北館大展示場）
  - oomiya presents TGC WAKAYAMA 2024 by TOKYO GIRLS COLLECTION（2024年2月3日、和歌山ビッグホエール）
  - 第38回 マイナビ 東京ガールズコレクション 2024 SPRING/SUMMER（2024年3月2日、国立代々木競技場 第一体育館）[103]
  - 麻生専門学校グループ presents TGC KUMAMOTO 2024 by TOKYO GIRLS COLLECTION（2024年4月13日、グランメッセ熊本）[104]
  - TGC MATSUYAMA 2024 by TOKYO GIRLS COLLECTION（2024年7月13日、愛媛県武道館）[105]
  - 第39回 マイナビ 東京ガールズコレクション 2024 AUTUMN/WINTER（2024年9月7日、さいたまスーパーアリーナ）[106]
  - CREATEs presents TGC KITAKYUSHU 2024 by TOKYO GIRLS COLLECTION（2024年10月12日、西日本総合展示場新館）[107]
  - TGC SHIZUOKA 2025 for SDGs by TOKYO GIRLS COLLECTION（2025年1月11日、ツインメッセ静岡 北館大展示場）[108]
  - 第40回 マイナビ 東京ガールズコレクション 2025 SPRING/SUMMER（2025年3月1日、国立代々木競技場 第一体育館）[109][110]
  - 麻生専門学校グループ presents TGC KUMAMOTO 2025 by TOKYO GIRLS COLLECTION（2025年4月12日、グランメッセ熊本）[111][112]
  - セトラスホールディングス presents TGC 香川 2025 by TOKYO GIRLS COLLECTION（2025年5月6日、あなぶきアリーナ香川）[113]
- Girls Award
  - Girls Award 2018S/S（2018年5月19日）[11]
  - Girls Award 2018A/W（2018年9月16日）[114]
  - Girls Award 2019S/S（2019年5月18日）
  - Girls Award 2019A/W（2019年9月28日）
  - Tokyo Virtual Runway Live by GirlsAward vol.1（2020年6月27日、ABEMA独占生配信）[115]
- SAPPORO COLLECTION
  - BUYMA Presents SAPPORO COLLECTION 2021 ONLINE WINTER Edition（2021年11月9日、ミクチャ配信）
  - Kuu Presents SAPPORO COLLECTION 2022 SPRING/SUMMER（2022年5月29日、札幌コンベンションセンター）
  - Kuu Presents SAPPORO COLLECTION 2022 AUTUMN/WINTER（2022年10月29日、北海きたえーる）
  - SAPPORO COLLECTION 2023 SPRING/SUMMER（2023年5月7日、札幌コンベンションセンター）
  - ミュゼプラチナム Presents SAPPORO COLLECTION 2023 AUTUMN／WINTER（2023年11月4日、北海きたえーる）[116]
  - SAPPORO COLLECTION 2024 SPRING/SUMMER（2024年3月16日、北海きたえーる）

### 広告
- adorable「キレイになるならアドラーブル」[117]
- コンタクトレンズ シンシア (医療機器メーカー)「L-CON」シリーズ[118]
- アクア (企業)
- ブランド通販サイト「FIT HOUSE」
- ユーワ「おいしいフルーツ青汁」
- カゴメ「 野菜生活100」ふるさと果実アンバサダー[119]
- クスリのアオキ（2019年 - ）新潟・石川・富山・福井・長野・岐阜・愛知・三重・岩手・宮城のみで放映
- コーセー ソフティモ 「色々落とせる篇」（2019年11月 - ）
- 井村屋 やわもちアイス（2022年 - ）
- セブン&アイ・ホールディングス セブンマイルプログラム（2023年1月 - ）[120]
- 名古屋市プレミアム付き商品券 アンバサダー（2023年4月）[121]
- 名古屋市観光PR広報アンバサダー（2023年7月 - ）[122]
- 大塚製薬「賢者の食卓」『食卓刑事 ごほうびランチ篇』（2023年10月23日 - ） - 刑事 役
- 近畿日本鉄道「観光特急 しまかぜ」（2024年7月 - ）
- 任天堂
  - 「スーパー マリオパーティ ジャンボリー」（2024年10月 - ）[123]
  - 「スーパー マリオパーティ ジャンボリー Nintendo Switch 2 Edition + ジャンボリーTV」（2025年5月 - ）[124]

### イベント
- 超十代-ULTRA TEENS FES-ReLIFE × 超十代 スペシャルステージ（2017年3月28日）[125]
- 名古屋グランパス ガールズフェスタ 2021（2021年9月18日、豊田スタジアム） - メインビジュアル
- 名古屋グランパス ガールズフェスタ 2022（2022年6月26日、豊田スタジアム） - キックインセレモニー
- けやき坂イルミネーション点灯式（2022年11月11日、六本木ヒルズ）
- CHARLES & KEITH 岡崎紗絵 Winter Look Visual お披露目発表会（2022年11月26日、CHARLES & KEITH 名古屋ゲートウォーク店）
- 第9回 日本各地の名産・観光巡りフェア（2023年4月15日、オアシス21・銀河の広場） - 名古屋市プレミアム付き商品券 アンバサダー
- 横濵中華街 春パレード＃ハマフェスY164（2023年5月27日、横浜中華街） - 皇后役
- 名古屋グランパス ガールズフェスタ 2023（2023年9月23日、豊田スタジアム） - 名古屋市観光PRアンバサダー、キックインセレモニー
- なごや商店街まつり（2023年11月12日、オアシス21・銀河の広場） - 名古屋市観光PRアンバサダー
- NHKナゴヤニューイヤーコンサート2024（2024年1月3日、愛知県芸術劇場 コンサートホール） - 司会
- HYPER PLAMO Fes.2024 サステナブルスペシャルステージ（2024年3月24日、幕張メッセ 国際展示場 7ホール） - 未来・クリエイションアンバサダー
- BISHU 〜世界でいちばん優しい服〜 七夕イベント（2024年7月28日、尾張一宮駅周辺）
  - 1部 BISHU 〜世界でいちばん優しい服〜 トークショー
  - 2部 盆踊り櫓 スペシャルステージ

## 書籍

### 雑誌連載
- Seventeen（2012年10月号 - 2015年4月号、集英社）- 専属モデル
- Ray（2016年5月号 [9] - 2025年2月号[126]、主婦の友社（2021年4月以降はDONUTS））- 専属モデル
- steady.（2022年10月号 - 2024年、宝島社）- レギュラーモデル
- andGIRL（2023年春号 - 、DONUTS）- レギュラーモデル

### 写真集
- すがお。（2021年10月14日、DONUTS、撮影：藤原宏）ISBN 978-4073429531

### デジタル写真集
- 月刊#さえ沼 Vol.01 ひとりじめ。（2021年2月13日、主婦の友社）
- 月刊#さえ沼 Vol.02 のぞき見。（2021年3月18日、主婦の友社）
- 月刊#さえ沼 Vol.03 きみのとなり。（2021年4月22日、主婦の友社）
- 月刊#さえ沼 Vol.04 ひとりじめ。（2021年5月20日、DONUTS）
- 月刊#さえ沼 Vol.05 ナツヤスミ。（2021年6月30日、DONUTS）[127]

## 受賞歴
- ミスセブンティーン2012 グランプリ[128]（2012年）